# ANNO – AustriaN Newspapers Online
ANNO – AustriaN Newspapers Online ist ein Projekt der Österreichischen Nationalbibliothek zur Retrodigitalisierung von österreichischen historischen Zeitungen und Zeitschriften. Das Projekt ging im August 2003 mit 15 Zeitungen online, im Februar 2015 waren auf der Website des Projekts über eine Million Ausgaben von 636 Zeitungen und Zeitschriften kostenlos und im Volltext les- und downloadbar. Die ältesten Ausgaben stammen aus dem Jahr 1568, bis auf wenige Ausnahmen müssen die angebotenen Ausgaben aus urheberrechtlichen Gründen mindestens 70 Jahre alt sein.
Ziel des Projekts ist in erster Linie die verbesserte Zugänglichkeit der digitalisierten Zeitungen und Zeitschriften, aber auch die Schonung der Originale, die nach der Digitalisierung nur noch in Sonderfällen von Bibliotheksbesuchern benützt werden. Im Rahmen von ANNO werden nicht einzelne wertvolle oder von Benutzern nachgefragte Objekte retrodigitalisert; wie an den Zahlen erkennbar, handelt es sich um eines der Massendigitalisierungsprojekte der Österreichischen Nationalbibliothek.
Die Scans werden zum größten Teil von einem Dienstleister angefertigt und von der Nationalbibliothek geprüft, weiterverarbeitet und online gestellt. Im Lauf des Projekts wurde damit begonnen, die Bilddateien mittels Texterkennungsprogrammen in Fließtexte umzuwandeln. Bis jetzt sind rund 8 Millionen der über 14 Millionen Zeitungs- und Zeitschriftenseiten aus den Zeiträumen von 1689 bis 1918 und 1938 bis 1944 nicht nur als Bilddatei, sondern auch als durchsuchbare Textdatei abrufbar. Der schrittweise Ausbau der Volltextsuche war bis Ende 2015 geplant, ab dann sollten alle vorhandenen Scans OCR-gelesen und alle neuen Zeitungen und Zeitschriften sofort durchsuchbar sein.

## Benutzung
Die online gestellten Zeitungen und Zeitschriften sind auf der ANNO-Website über verschiedene Sucheinstiege abrufbar. Kennt man einen gewünschten Titel mit Namen, kann er über eine alphabetisch geordnete Liste gefunden werden. Eine zweite Möglichkeit ist es, über einen Kalender einen gewünschten Tag aufzurufen, unter dem dann sämtliche von diesem Tag verfügbaren Zeitungen angezeigt werden. Die Zeitschriften werden nach der Auswahl eines Jahres unterhalb des Kalenders aufgelistet. Seit 2013 werden die Zeitschriften und Zeitungen für das Finden relevanter Titel auch mit Schlagwörtern aus der Gemeinsamen Normdatei versehen. So können innerhalb der „thematischen Suche“ beispielsweise Titel zu den Themenbereichen „Feuerwehr“, „Architektur“ oder „Landwirtschaft“ gefunden werden. Über die „Volltextsuche“ ist ein Teil des Bestands (mit einem Erscheinungsjahr zwischen 1689 und 1918 sowie zwischen 1938 und 1944) auch textlich durchsuchbar, wobei allerdings die Qualität der Texte sehr unterschiedlich ist. Dieser Umstand ist auf den aktuellen Entwicklungsstand der Texterkennungssoftware für ältere Drucke sowie auf die oft sehr schlechte Druckqualität älterer Zeitungen zurückzuführen. Die Zeitungen und Zeitschriften, die im OCR-gelesenen Volltext vorliegen, können auch über den digitalen Lesesaal der Nationalbibliothek durchsucht werden. Bei einigen Titeln ist auch das Inhaltsverzeichnis textlich erfasst, in solchen Fällen sind auch einzelne Artikel und deren Autoren suchbar. Neben der Suche nach Titeln, nach Datum und der Volltextsuche, kann auch nach Erscheinungsorten und Sprachen gesucht werden. Für die Suche nach Erscheinungsorten steht zusätzlich eine interaktive Weltkarte zur Verfügung.
Die angebotenen Bestände sind nicht nur online einsehbar, auch Downloads der hochauflösenden Bilddateien im Dateiformat JPEG sind möglich. Ganze Ausgaben können als PDF-Dateien heruntergeladen werden, wobei der Seitenbereich gewählt werden kann. Darüber hinaus lässt sich der (reine) Text einer angezeigten Seite abrufen.

## Verwertung – Copyright
Die Österreichische Nationalbibliothek hält auf ihren Webseiten Inhalte bzw. Digitalisate von ihren Beständen online abrufbar. An diesen Inhalten macht die Österreichische Nationalbibliothek kein eigenes urheberrechtliches Verwertungsrecht geltend. Sie erklärt sich insofern auch mit einer Nachnutzung dieser Inhalte in der abrufbaren Webauflösung ausdrücklich einverstanden. Dies gilt auch für die Verwendung dieser Inhalte in Online-Foren, Blogs und in Social-Media-Kanälen wie Facebook, Instagram, Pinterest etc. Die Inhalte dürfen deshalb auch in der Wikipedia verwendet werden. Ausgenommen sind Scans, die vom Kooperationspartner Google erstellt wurden. Dort gilt diese Zustimmung zur Nachnutzung mit der Einschränkung, dass die Scans nur zu nicht kommerziellen Zwecken genutzt werden dürfen, was der Lizenz CC-BY-SA widerspricht.

## Bestand
Im Jahr 2013 waren über 500 verschiedene Zeitungs- und Zeitschriftentitel online, von denen insgesamt über 500.000 Ausgaben vorhanden waren. Der Bestand wurde seither allerdings laufend erweitert. Am Ende des Startjahres 2003 waren es 15 verschiedene Titel mit über 49.000 Ausgaben und 700.000 Seiten.
Gemäß dem Sammelauftrag und den strategischen Zielen der Österreichischen Nationalbibliothek sind solche Zeitungen und Zeitschriften online, die in den heutigen und ehemaligen Grenzen Österreichs erschienen sind. Vorrangig werden Titel digitalisiert, deren Druckausgabe sich in einem schlechten physischen Zustand befindet (Einband oder Papier) und von denen noch keine oder nur eine qualitativ schlechte Mikrofilmausgabe hergestellt wurde. Sobald die digitale Ausgabe online geht, werden die Druckausgaben für die Benützung gesperrt und in separaten Magazinen aufbewahrt. Weiters Vorrang haben Titel, deren Druckausgabe häufig benutzt wird und Titel, für deren Digitalisierung Kooperationspartner gefunden werden. Die Erscheinungsjahre der angebotenen Titel sind aus urheberrechtlichen Gründen auf die Zeit bis vor jeweils 70 Jahren begrenzt. So wurden die Ausgaben des Jahres 1942 für die Leser im Jahr 2013 hinzugefügt, der Jahrgang 1943 im Jahr 2014 usw. Ausnahmen bilden Titel, für die eigene Zusatzabkommen mit den Rechtsnachfolgern oder den aktuellen Rechteinhabern abgeschlossen werden. Insgesamt bietet ANNO im Jahr 2014 Ausgaben in 12 verschiedenen Sprachen an. Im OCR-gelesenen Volltext zur Verfügung stehen 2014 rund 3 Millionen der angebotenen Zeitungsseiten.
Die umfangreichsten Titel waren 2013 die Wiener Zeitung mit mehr als einer Million Seiten, darauf folgten die Neue Freie Presse mit über 600.000, das Prager Tagblatt mit über 400.000, die Innsbrucker Nachrichten mit über 300.000 und die Linzer Tages-Post mit rund 250.000 Seiten. Spitzenreiter unter den Tagen ist seit 2013 der 15. Juli 1916, für den 68 verschiedene Zeitungsausgaben einsehbar sind. Der älteste Titel im digitalen Bestand ist die Fuggerzeitung, die handschriftlich ab 1568 erschien. Im Jahr 2005 kam mit der Zeitschrift „Zeitgeschichte“ erstmals eine rezente österreichische Fachzeitschrift in den digitalen Bestand.
Vor dem Hochladen werden die Scans von der Nationalbibliothek einer Qualitätskontrolle unterzogen. Trotzdem kann es zu Mängeln und Fehlern kommen, beispielsweise dann, wenn die gedruckten Originale mangelhaft oder unvollständig sind.

## Zugriffe

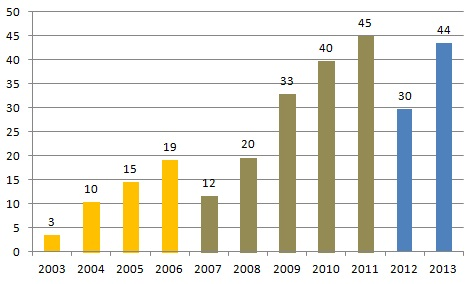
Die jährlichen Zugriffe auf ANNO in Millionen (die Messverfahren für die Zugriffsstatistik der ÖNB wurden in den Jahren 2007 und 2012 abgeändert)

Wurde ANNO im ersten Jahr (2003) von durchschnittlich 250 Leser pro Tag besucht, so waren es 2014 bereits rund 2.500. Davon blieben 25 % länger als eine halbe Stunde, 10 % sogar länger als eine volle Stunde. Die übrigen 65 % sahen in kürzerer Zeit etwas nach. Die Aufrufe eines einzigen Tages kommen über 6400 Aushebungen in einem Bibliotheksmagazin gleich, einer Zahl an Aushebungen, die von einer physischen Bibliothek kaum bewältigbar ist.

## Organisation und Verwaltung
Die für das Projekt ANNO zuständigen Mitarbeiter der Nationalbibliothek gehören der Abteilung „Digitale Services“ innerhalb der Hauptabteilung „Digitale Bibliothek“ an. Finanziert wird ANNO zum größten Teil aus dem Haushalt der Nationalbibliothek.
Wie die anderen Digitalisierungsaktivitäten der Österreichischen Nationalbibliothek folgt auch ANNO der im Rahmen des i2010-Programms durch die EU geförderten Idee einer Informationsgesellschaft für alle und zur Demokratisierung des Wissens.

### Kooperierende Bibliotheken
Im Zuge des Projekts werden sämtliche Ausgaben bestimmter Zeitungen und Zeitschriften gescannt und online gestellt. Sofern die Nationalbibliothek nicht selbst vollständig über alle Ausgaben verfügt, werden die fehlenden Exemplare von einer der zahlreichen kooperierenden Bibliotheken zur Verfügung gestellt. Die angewendeten technischen Methoden lassen es dabei zu, Lücken auch erst im Nachhinein aufzufüllen. Die Zusammenarbeit mit den Kooperationspartnern ermöglicht es erstmals, auch eine Gesamtschau von Zeitungen und Zeitschriften zugänglich zu machen, deren Druckausgaben an verschiedenen Orten verteilt und an keiner Bibliothek vollständig vorliegen.

### Schonung der gedruckten Originale
Die Digitalisierung der Zeitungen und Zeitschriften dient nicht nur der freien Zugänglichmachung über das WWW, sondern auch der Schonung der gedruckten Originale. Die oft hunderte Jahre alten Druckausgaben sind großformatig und wie in Bibliotheken üblich, wurden die einzelnen Ausgaben eines Monats oder eines Jahres zu einem Buchband gebunden. Das große Format und das Alter sind die Ursachen dafür, dass die Einbände in schlechtem Zustand sind, das Papier brüchig wird und zerfällt. Eine allgemein besonders schlechte Papierqualität weisen Drucke zwischen 1850 und 1950 auf, was auch Zeitungen und Zeitschriften betrifft. Die Schonung der bereits digitalisierten Bestände ist möglich, indem sie von der Benützung ausgeschlossen und in abgesonderte Magazine gebracht werden, wo sie weiterhin aufbewahrt und konserviert werden. Sobald die Digitalisate über ANNO verfügbar sind, werden die gedruckten Ausgaben auch in anderen Bibliotheken von der Entlehnung ausgeschlossen.

### Workflow und Technik
Im Rahmen von ANNO werden nicht ausgewählte wertvolle oder besonders nachgefragte Titel digitalisiert, es handelt sich um ein Massendigitalisierungsprojekt. Von Anfang an wurde deshalb an Methoden, Software und einem Workflow gearbeitet, die ein auf Masse zielendes Digitalisierungsvorhaben erst möglich machen.
Scans
Aufgrund des Ergebnisses einer Kosten-Nutzen-Rechnung wird nicht an der Österreichischen Nationalbibliothek gescannt, sondern von einem österreichischen Scandienstleister. Wöchentlich werden von der Firma Zeitungsbände abgeholt und retourniert. Pro Jahr werden rund eine Million Seiten gescannt, der Dienstleister nutzt dazu verschiedene Scangeräte für unterschiedliche Scanverfahren und die unterschiedliche Größen der zu scannenden Zeitungsbände. Bände, die an österreichischen Bibliotheken nur selten zu finden sind, von denen die Nationalbibliothek vielleicht auch das weltweit einzige Exemplare besitzt, werden im üblichen Auflichtverfahren digitalisiert. Dabei werden die aufgeschlagenen Bände von oben gescannt. Bei häufiger vorhandenen Zeitungsbeständen, von welchen die Nationalbibliothek ein Fremdexemplar bekommen kann, wird ein anderes Verfahren angewendet. Dabei wird der Buchblock der zu scannenden Exemplare aus dem Bucheinband gelöst und anschließend die Bindung weggeschnitten. Die dadurch entstandenen Einzelblätter können nun im Durchlaufverfahren gescannt werden, das qualitativ hochwertigere Digitalisate produziert und dabei wesentlich günstiger und schneller ist, als das Auflichtverfahren. Bei den für das Verfahren aufgeschnittenen Bänden handelt es sich ausschließlich um von den kooperierenden Bibliotheken zur Verfügung gestellte Exemplare. Für eine einfache Kalkulation werden gemäß der Ausschreibung sämtliche Nebenkosten (Transport, Datenträger, Aufschneiden der Bände etc.) in den Preis einer gescannten Zeitungsseite eingerechnet.
Im Jahr 2013 wurden erstmals Zeitungstitel online gestellt, die im Rahmen des Public-private-Partnerships Austrian Books Online (ABO) gescannt wurden. Begonnen wurde mit 50 Titeln, welche nicht nur für das Projekt ABO, sondern auch für ANNO relevant sind. Sie sind über die Seiten beider Projekte zugänglich, genauso aber über die digitale Bibliothek Google Books. Für ANNO werden diese Titel so aufbereitet, dass sie – wie bei ANNO üblich – auch über das Erscheinungsdatum jeder einzelnen Ausgabe abgerufen werden können. Im Gegensatz zu den anderen Titeln, dürfen die Zeitungen, deren Digitalisate aus dem ABO-Projekt übernommen wurden – gemäß dem Vertrag mit Google –, nur zu persönlichen und nicht zu kommerziellen Zwecken verwendet werden.
Verarbeitung und Darstellung der Scans
Seit 2003 werden die Scans den über eine von der Nationalbibliothek entwickelte Webanwendung zugänglich gemacht. Im Jahr 2013 belegten die Scans sieben Terabyte, neuer Speicherplatz wird immer nur bei konkretem Bedarf angeschafft. Im Hintergrund von ANNO steht keine klassische Datenbank, die strukturierte Ansicht (etwa nach Kalendertagen) wird beim größten Teil der Titel über die Benennung der Dateien und ihrer Ordner erzeugt. Erstellt und benannt werden die Dateien und Ordner direkt beim Scannen vom Scandienstleister. Vor dem Upload in ANNO kontrolliert die Nationalbibliothek die logische Struktur, die technische Lesbarkeit und die Qualität der Scans. Am Server werden nur die Originalscans gespeichert, die Umwandlung in die mittels der Webanwendung mögliche Ansicht in verschiedenen Formaten und Größen erfolgt on-the-fly.
Um auch unstrukturierte Scans aus anderen Projekten (wie etwa dem ABO-Projekt) in ANNO integrieren zu können, wurde eine eigene Anwendungssoftware entwickelt, mit der sich diese Digitalisate im Nachhinein strukturieren lassen. Zur Nachstrukturierung müssen die einzelnen Ausgaben innerhalb eines Bandes von Mitarbeitern erfasst und mit Strukturinformationen (wie dem Datum) gekennzeichnet werden. Durch Eingaben wird ein XML-Dokument erstellt, das vor allem die Information enthält, auf welcher Seite des Bandes eine bestimmte Ausgabe beginnt. Notwendig ist die nachträgliche Strukturierung bei Scans, die im Rahmen des ABO-Projekts entstanden sind und bei von der Nationalbibliothek selbst angefertigten Schutzdigitalisaten wie der Fuggerzeitung (Digitalisierung gefährdeter Bestände). Sowohl die Images des ABO-Projekts wie die der Schutzdigitalisate liegen auf anderen Servern, als die restlichen ANNO-Scans.

## Kooperationen, Projektteilnahmen und Vernetzung

### Kooperationspartner
Im Zuge des Projekts arbeitet die Nationalbibliothek mit zahlreichen Bildungs- und Kultureinrichtungen (vor allem Bibliotheken) zusammen. Die Kooperationspartner steuern beispielsweise an der Nationalbibliothek nicht verfügbare Zeitungsausgaben für die Digitalisierung bei und übernehmen teilweise auch Scan-Kosten.

### Projektteilnahmen
Wie zahlreiche andere bedeutende europäische Bibliotheken, nimmt die Österreichische Nationalbibliothek an dem Projekt Europeana Newspapers teil, in dessen Rahmen Informationen und Volltexte europäischer Zeitungen und Zeitschriften zusammengesammelt und frei zur Verfügung gestellt werden sollen. Vorgesehen ist, dass dieser digitalen Zeitschriftenbibliothek aus ANNO rund 1,6 Millionen volltextsuchbare Seiten bereitgestellt werden. Insgesamt soll Europeana Newspapers im Jahr 2015 rund 18 Millionen Seiten zugänglich machen.
Als ein weiteres Europeana-Projekt soll Europeana Collections 1914–1918 über 400.000 digitale Objekte (etwa gescannte Texte, Plakate und Flugblätter) zusammentragen, deren Originale zur Zeit des Ersten Weltkrieges entstanden. ANNO digitalisiert für das Projekt Zeitungen und Zeitschriften aus den Jahren 1914 bis 1918. Ein ähnliches Projekt ist Europeana Travel, das digitale Materialien zum Thema Reise und Tourismus zugänglich macht. Aus ANNO werden rund 300.000 Zeitungs- und Zeitschriftenseiten beigesteuert.

### Vernetzung
Analysen haben ergeben, dass besonders aus Wikipediaeinträgen viele Verlinkungen auf ANNO führen. Dabei werden ANNO-Digitalisate von den Wikipediaautoren etwa bei der Behandlung historischer Ereignisse, bei Biographien und der Beschreibung von Gebäuden als Belegstellen zitiert. Umgekehrt ist auf ANNO-Informationsseite zu der jeweiligen Zeitung – sofern vorhanden – der entsprechende Wikipediaeintrag verlinkt. Aufgrund der zahlreichen Querverweise zwischen Wikipedia und ANNO wurde seitens der ÖNB damit begonnen, anstatt entsprechender Artikel auf der eigenen Webseite, auch selbst Wikipediaartikel zu Zeitschriften zu erstellen.

## Rubriken und Aktionen
Seit Ende 2011 werden auf der ANNO-Website unter dem Titel „ANNOdazumal“ Kurzartikel veröffentlicht, die auf historische Ereignisse hinweisen, über die in bereits digitalisierten Titeln berichtet wird oder die bestimmte historische Zeitungen zum Thema haben. Das zehnjährige Bestehen von ANNO wurde im August 2013 mit einer Jubiläumsaktion gefeiert, bei der Leser die skurrilsten Meldungen in ANNO suchen und bei einem Wettbewerb einreichen konnten.

## Geschichte
Da es die Kapazitäten der Österreichischen Nationalbibliothek überschritten hätte, jährlich rund eine Million Zeitungsseiten zu scannen, wurde Ende 2002 nach einer Kosten-Nutzen-Rechnung beschlossen, einen entsprechenden Auftrag EU-weit auszuschreiben. Bestbieter war der österreichische Scandienstleister EMD, der laut Ausschreibung gleichzeitig Mikrofilme und Digitalisate der historischen Zeitungsbestände herstellen sollte. Anfang 2003 wurde von zwei Mitarbeitern der Nationalbibliothek die Webanwendung „ANNO“ entwickelt, um die Scans den Lesern zugänglich zu machen. Auf der IFLA-Konferenz 2003 in Berlin wurde sie dem Fachpublikum, wenig später der Öffentlichkeit vorgestellt. Der Grund für eine neue Eigenentwicklung war, dass die damals vorhandenen Lösungen entweder zu aufwendig in der Betreuung waren oder das Ziel möglichst niedriger Anforderungen (kein durchsuchbarer Text, sondern Images, keine Benutzerverwaltung, keine Bearbeitertools) nicht erfüllen konnten.
ANNO ging im August 2003 online und war das erste Massendigitalisierungsprojekt der Österreichischen Nationalbibliothek, gleichzeitig eines der größten in Europa und der erste Schritt zum heutigen „Digitalen Lesesaal“ der Nationalbibliothek. Bereits vor dem ANNO-Projekt konnten einige Mitarbeiter bei der Retrokonversion der Zettelkataloge Erfahrungen in der Massendigitalisierung sammeln, als ab 1997 rund sechs Millionen Karteikarten gescannt wurden.
Zwischenzeitlich waren über die Webanwendung ANNO neben Zeitungen und Zeitschriften auch andere digitale Sammlungen zugänglich. So wurden seit September 2004 auch historische Gesetzestexte auf ANNO präsentiert; seit der Auslagerung im Herbst 2006 sind diese Digitalisate über das eigene Portal ALEX – Historische Rechts- und Gesetzestexte Online abrufbar. In der Vergangenheit ebenfalls über ANNO zugänglich waren Bücher, bei denen es sich um Erstausgaben zur österreichischen Literatur handelte. Über eine eigene ANNO-Anwendungssoftware konnten 2005 bereits 450 digitalisierte urheberrechtsfreie Erstausgaben im ANNO-Portal gelesen werden. Hinzu kamen noch rund 100 frühe Esperanto-Drucke. Mittlerweile sind diese Bestände nicht mehr über ANNO zugänglich, sondern nur über den „Digitalen Lesesaal“ der Nationalbibliothek.
Im Jahr 2011 gab es einen optischen und technischen Relaunch, und die beiden Websites von ANNO und ALEX wurden im Design vereinheitlicht. Die Volltextsuchfunktion wurde im Frühjahr 2013 in einer Beta-Version entwickelt und für rund 50 Zeitungstitel mit etwa 800.000 Seiten implementiert. Seither wurde sie stark erweitert und verbessert.

## Digitalisierte Zeitungen und Zeitschriften
- 12-Uhr-Blatt[37]
- Abend-Zeitung
- Der Adler
- Agramer Zeitung
- Agrarische Post
- Akademische Frauenblätter
- Allgemeine Automobil-Zeitung
- Allgemeine Bauzeitung
- Allgemeine Eisenbahn-Zeitung
- Allgemeine Feuerwehr-Zeitung (Chomutov)
- Allgemeine Frauen-Zeitung (1886–1887)
- Allgemeine Frauen-Zeitung (1914)
- Allgemeine Land- und Forstwirthschaftliche Zeitung
- Allgemeine musikalische Zeitung mit besonderer Rücksicht auf den Österreichischen Kaiserstaat
- Allgemeine österreichische Gerichts-Zeitung
- Allgemeine Photographische Zeitung
- Allgemeine Sport-Zeitung
- Allgemeine Zeitschrift für Lehrerinnen
- Almanach des Oberösterreichischen Künstlerbundes „März“
- Amtliche Linzer Zeitung
- Amtliche Nachrichten des k.k. Ministerium des Innern (Wien, 1889–1918)
- Amtliche Nachrichten des Bundesministeriums für soziale Verwaltung (Wien, 1919–1945)
- Amtliches Veterinärblatt (Wien, 1901–1921)
- Annalen der Pharmacie
- Der Alpenfreund
- An der Schönen Blauen Donau
- Die Arbeit (1885–1886)
- Die Arbeit (1894–1925)
- Die Arbeiterin
- Der Arbeitersturm
- Arbeiter-Schachzeitung
- Arbeiter-Zeitung
- Arbeiterinnenblatt
- Arbeiterinnen-Zeitung
- Arbeiterwille
- Archäologische Zeitung
- Der Architekt
- Armeeblatt
- Austrian Centre
- Austrian News
- Auszug aus der Tagespresse (Wien, 1917–1918)
- Bade- und Reise-Journal
- Badener Bezirks-Blatt
- Badener Zeitung
- Banater Deutsche Zeitung
- Der Bauernbündler
- Der Bautechniker
- Bau- und Werkkunst
- Beaux Arts des Modes (Wien, 1920–1942) (Französisch, Deutsch)
- Belehrendes und Unterhaltendes
- Kammer für Arbeiter und Angestellte in Wien: Berichte (Wien, 1924–1933)
- Berlinische Monatsschrift
- Die bildenden Künste
- Bildungsarbeit
- Blätter für literarische Unterhaltung
- Blätter für Musik, Theater und Kunst
- Bludenzer Anzeiger
- Die Bombe
- Böhmerwald-Volksbote
- Der Böhmische Bierbrauer
- Brandaus
- Bregenzer Tagblatt
- Bregenzer Wochenblatt
- Brion Insel-Zeitung
- Brünner Hebammen-Zeitung
- Die Bühne
- Bukowinaer Post
- Bukowinaer Rundschau
- Der Bund
- Neueste Bürser Funken-Zeitung
- Cetinjer Zeitung
- Champagne-Kriegs-Zeitung
- Christlich-sociale Arbeiter-Zeitung (siehe unter Oesterreichische Arbeiter-Zeitung)
- Cook’s Welt-Reise-Zeitung
- Czernowitzer Allgemeine Zeitung
- Danzers Armee-Zeitung
- Die Debatte
- Deutsch-Englischer-Reise-Courier (Deutsch-Englisch)
- Deutsche Allgemeine Zeitung (1843–1879)
- Das Deutsche Echo
- Deutsche Kriegszeitung von Baranowitschi
- Deutsche Monatsschrift
- Deutsche Musik-Zeitung
- Deutsche Presse
- Der deutsche Straßenbahner (Wien, 1933–1934)
- Deutsche Zeitung
- Deutsches Nordmährerblatt
- Deutsches Südmährerblatt
- Deutsches Volksblatt
- Deutschösterreichische tierärztliche Wochenschrift (Graz, 1919–1927)
- Dillinger’s Reisezeitung
- Dokumente der Frauen
- Drogisten-Zeitung
- Echo aus Pilsen und Westböhmen
- Eggenburger Zeitung
- Der Eishockeysport
- Elektrotechnik und Maschinenbau
- Elisabeth-Blatt
- Die Epoche
- La Esperantisto (Esperanto, Deutsch, Französisch)
- Extract-Schreiben oder Europaeische Zeitung
- Extrapost
- Fachblatt der Raseur-, Friseur- und Perückenmacher-Genossenschaft
- Feldblatt
- Feldkircher Anzeiger
- Feldkircher Wochenblatt
- Feldkircher Zeitung
- Die Feuerwehr (Wien, 1871–1877)
- Feuerwehr-Signale (Wien, 1883–1917)
- Figaro
- Die Filmwelt
- Der Floh
- Die Frau
- Die Frau und ihre Interessen
- Die Frau und Mutter
- Frau und Volk
- Frauenarbeit und Frauenrecht
- Frauenbote
- Frauenleben (Korneuburg, 1889–1901)
- Frauen-Briefe
- Frauen-Kalender (Graz, 1930–1938)
- Der Freie Linzer Postillon
- Freie pädagogische Blätter
- Freies Blatt
- Freies Wiener Montagblatt
- Freiheit! (siehe unter Oesterreichische Arbeiter-Zeitung)
- Fremden-Blatt
- Fremden-Zeitung
- Der Fremdenverkehr
- Der Friseur (Wien, 1930–1935)
- Friseur und Fortschritt (Wien, 1933–1939)
- Frisierkunst der Mode (Wien, 1914–1921)
- Fromme’s Österreichischer Feuerwehr-Kalender (Wien, 1874–1925)
- Fugger-Zeitung
- Fußball-Sonntag
- Für’s Jagdschloss
- Die Gartenlaube für Österreich (Wien, 1866–1869)
- Der Gebirgsfreund
- Die Gegenwart
- Gerichtshalle
- Gerichts-Zeitung
- Germana Esperantisto (Esperanto, Deutsch)
- Gesundheits-Zeitung
- Der Götz von Berlichingen
- Gothaische gelehrte Zeitungen
- Le grand Tailleur (Die große Schneiderkunst) (Französisch, Deutsch)
- Grazer Zeitung
- Grazer Kunst
- Grazer Mittags-Zeitung
- Grazer Tagblatt
- Grazer Volksblatt
- Grazer Vorortezeitung
- Der große Krieg
- Handels- und Seeberichte des Oesterreichischen Lloyd
- Komische Briefe des Hans-Jörgels von Gumpoldskirchen
- Die Hausfrau
- Die Hausgehilfin
- Hausbesitzer-Zeitung
- Hebammen-Zeitung
- Heidelbergische Jahrbücher für Literatur
- Humor
- Der Humorist
- Illustriertes Familienblatt
- Illustrierter Film-Kurier
- Illustrierte Flora
- Illustrierte Fremdenzeitung für Steiermark, Kärnten und Krain
- Illustrierte Mädchen-Zeitung
- Illustrierte österreichische Alpenzeitung für Tirol, Vorarlberg, Salzburg, Oberösterreich, Steiermark, Kärnten, Krain u. d. Occupationsgebiet
- Illustrierte Wäsche-Zeitung
- Illustrierte Wochenpost
- Illustrierter Wegweiser durch die österreichischen Kurorte, Sommerfrischen und Winterstationen
- Illustriertes Oesterreichisches Journal
- Illustriertes Sportblatt
- Illustrirte Sport-Zeitung
- Illustrirte Zeitung Leipzig
- Illustrirtes Wiener Extrablatt
- Das Inland. Eine Wochenschrift für Liv-, Esth- und Curländische Geschichte [...]
- Informoj por la anoj de la Austria Katolika Ligo Esperantista (Esperanto, Deutsch)
- Innviertler Heimatblatt
- Das interessante Blatt
- Internationale Reise-Zeitung
- Isis oder Encyclopädische Zeitung
- Cur-Liste Bad Ischl
- Jahrbuch des Vorarlberger Landesmuseumsvereins
- Jahresbericht Akademisches Gymnasium Wien
- Jahresbericht des Josefstädter Gymnasiums in Wien
- Jahrbuch des k.k. auswärtigen Dienstes
- Jahresbericht des k.k. Maximilians-Gymnasiums in Wien
- Jahresbericht des Mänergesangsvereines in Wien
- Jahresbericht des Privat-Mädchen-Lyzeums
- Jahresbericht der Schulen des Frauen-Erwerbvereines in Brünn
- Jahresbericht des Vereines für erweiterte Frauenbildung in Wien
- Jahresbericht Staats-Unterrealschule Margarethen
- Jahresbericht Schottengymnasium Wien
- Janus
- Journal des Oesterreichischen Lloyd
- Der jüdische Arbeiter
- Jüdische Korrespondenz
- Jüdische Presse
- Jüdische Volksstimme
- Juristische Blätter
- Kaiserlich Königliche Schlesische Troppauer Zeitung
- Karnisch-julische Kriegszeitung
- Kaufmännische Zeitschrift
- KFO-Arbeit
- Kikeriki
- Kindergarderobe
- Kinematographische Rundschau
- Der Kinobesitzer
- Die Kinowoche
- Klagenfurter Zeitung
- Das Kleine Blatt
- Kremser Feuerwehrzeitung
- Kriegsblatt der Palatina
- Kriegssammler-Zeitung
- Kriegszeitung der 4. Armee
- Kriegszeitung des A.T.V. Graz
- Siebenbürgisch-Deutsches Wochenblatt
- Der Kuckuck
- Der Kyffhäuser
- Landpost
- Landesamtsblatt für das Burgenland
- Novitäten Anzeiger für den Colportage-Buchhandel nebst Mittheilungen für Buchbinder
- Montags-Zeitung
- Lagerzeitung für Wagna (Deutsch, Italienisch)
- Leitmeritzer Zeitung
- Lemberger Zeitung (Deutsch)
- Die Leuchtrakete
- Linzer Diözesanblatt
- Linzer Volksblatt
- Litterarische Annalen der gesamten Heilkunde
- Die Lokomotive
- Die Lyra
- Mädchenhort
- Mährisches Tagblatt
- Mährisch-Schlesische Presse
- Marburger Zeitung
- Marchfeldbote
- La Marto (Esperanto, Deutsch)
- Medicinisch chirurgische Zeitung
- Mein Eigenheim
- Mein Film
- Der Militärarzt
- Militär-Zeitung
- Mitteilungen der Gesellschaft für Salzburger Landeskunde
- Österreichische Frauen-Rundschau
- Mittheilungen des k.k. Militär-Geographischen Institutes
- Mitteilungen des k.k. Ministeriums des Innern über Fürsorge für Kriegsgeschädigte
- Mitteilungen des Niederösterreichischen Landesfeuerwehrverbandes
- Mittheilungen des Vereines der Lehrerinnen und Erzieherinnen in Österreich
- Die Mode der eleganten Frau
- Die Moderne Frau
- Die Moderne Welt
- Monatliche Unterredungen einiger guter Freunde von allerhand Büchern und andern annehmlichen Geschichten
- Monatsschrift für den Orient
- Monfort
- Der Montag
- Montags-Zeitung
- Morgen-Post
- Die Muskete
- Die Mutter
- Nachrichten des Verbandes der Spar- und Darlehenskassenvereine in Vorarlberg
- Nachrichten über Verwundete und Verletzte
- Die nationale Frau
- Der Naturfreund
- Neue Deutsche Monatsschrift
- Neue allgemeine Wiener Handlungs- und Industrie-Zeitung
- Neue Freie Presse
- Neue Militärische Zeitschrift
- Der Neue Mahnruf
- Neue Kino-Rundschau
- Neue Klosterneuburger Zeitung
- Neue Schlesische Zeitung
- Neue Warte am Inn
- Neue Wiener Friseur-Zeitung (Deutsch; März–August 1925: Deutsch/Ungarisch, Deutsch/Kroatisch)
- Neue Wiener Musik-Zeitung
- Die Neue Zeitung
- Neue Zeitungen von gelehrten Sachen (hrsg. von Johann Gottlieb Krause)
- Neues 8-Uhr-Blatt
- Neues Frauenleben
- Neues Fremden-Blatt
- Neues Wiener Journal
- Neues Wiener Tagblatt (Tages- und Wochenausgabe)
- Neues Zentral-Organ für Hotel-, Gast- und Kaffeehaus-Angestellte
- Neuigkeits-Welt-Blatt
- Die Neuzeit
- Niederösterreichische Volks- und Vereinszeitung
- Niederösterreichischer Almanach
- Niederösterreichischer Grenzbote
- Nordböhmisches Volksblatt
- Nordmährische Rundschau
- Nu
- Der Obdachlose und Wohnungssuchende
- Oberwarther Sonntags-Zeitung
- Ökonomische Neuigkeiten und Verhandlungen
- Österreichische alpine, Volks- und Gebirgs-Trachten-Zeitung
- Oesterreichische Allgemeine Friseur-Zeitung
- Österreichische Anwalts-Zeitung
- Oesterreichische Arbeiter-Zeitung
- Österreichische Alpenzeitung
- Österreichische Buchdrucker-Zeitung
- Österreichische Buchhändler-Correspondenz
- Österreichische Feuerwehrzeitung
- Österreichische Film-Zeitung
- Forstzeitung
- Österreichische Frauenwelt
- Die Österreichische Hausfrau
- Österreichische Illustrierte Zeitung
- Oesterreichische Jugend-Zeitschrift (Wien, 1849–1851)
- Österreichische Kunst-Chronik
- Österreichische Land-Zeitung
- Österreichische Lehrerinnen-Zeitung
- Österreichische Monathsschrift
- Österreichische Musik- und Theaterzeitung
- Österreichische Nähmaschinen- und Fahrrad-Zeitung
- Österreichisches Pädagogisches wochenblatt zur Beförderung des Erziehungs- und Volksschulwesens
- Österreichische Revue
- Österreichische Schachrundschau
- Oesterreichische Schachzeitung
- Oesterreichische Statistik
- Österreichische Straßenbahner-Zeitung
- Österreichische Straßenbahnerzeitung
- Österreichische Touring-Zeitung
- Österreichische Touristenzeitung
- Österreichische Verbands-Feuerwehr-Zeitung
- Der Österreichische Volkswirt
- Oesterreichische Volkszeitung
- Österreichische Zeitschrift für Gesetzgebung und Rechtsprechung auf dem Gebiete der Verwaltungs-Rechtspflege
- Österreichische Zeitschrift für Strafrecht
- Österreichische Zeitschrift für Verwaltung
- Der Oesterreichische Zuschauer
- Der Oesterreichische Beobachter
- Österreichischer/Europa Motor
- Österreichischer Straßenbahner
- Österreichisches Abendblatt
- Oesterreichisches Journal
- Österreichisches Kriegs-Echo
- Österreichisches Zentralblatt für die juristische Praxis
- Österreichisch-Ungarische Revue
- Österreichs Frauenzeitung
- Österreichs Illustrierte Zeitung
- Parlamentarische Chronik
- Pester Lloyd
- Pettauer Anzeiger
- Pettauer Localanzeiger
- Pettauer Wochenblatt
- Pettauer Zeitung
- Photographische Correspondenz
- Pilsner Abendpost
- Pilsner Fremdenblatt
- Pilsner Tagblatt
- Polen
- Politische Chronik der österreichisch-ungarischen Monarchie
- Politische Frauen-Zeitung
- Polytechnisches Journal
- Populäre österreichische Gesundheits-Zeitung
- Prager Abendblatt
- Prager Tagblatt
- K.k. priv. Prager Zeitung
- Praktischer Ratgeber
- Die Presse
- Provincialnachrichten aus den kaiserl. königl. Staaten und Erbländern
- Radio Wien
- Die Rechtsprechung
- Reichs-Organ der Arbeiter-Radfahrer Oesterreichs
- Reichspost
- Reise- und Fremdenzeitung für Tirol und Vorarlberg
- Reise und Sport
- Rohö-Frauenblatt
- Der Romanleser
- Das Rote Kreuz
- Rund um die Welt (Deutsch, Esperanto)
- Russische Rundschau (Deutsch, Russisch)
- Salzburger Chronik
- Salzburger Fremden-Zeitung
- Salzburger Volksblatt
- Schuhmacher-Fachblatt
- Der Schützengraben
- Seidels Reklame
- Der Siebenbürger Bote
- Siebenbürgisch-Deutsches Wochenblatt
- Amtsblatt der k.k. Reichshaupt- und Residenzstadt Wien
- Die Sonne. Wiener Wochenschrift
- Sonntagsblätter
- Soziale Sicherheit
- Sport & Salon
- Sport im Bild
- Sport-Tagblatt
- Die Spruchpraxis
- St. Pöltner Diözesanblatt
- Die Staatskorrespondenz
- Sankt Fidelis-Blatt
- St. Petersburgisches Journal
- Statistische Monatschrift
- Sterne und Blumen
- Der Straßenbahner
- Statistisches Jahrbuch der Stadt Wien
- Steyrer Zeitung
- Die Stimme. Jüdische Zeitung
- Südsteirische Post
- Steirische Grenzwacht
- Oberösterreichisches Tagblatt
- Tages-Post (Linz)
- Teplitz-Schönauer Anzeiger
- Theater an der Wien
- Theaterzettel (Oper und Burgtheater in Wien)
- Der Tiroler
- Tiroler Bauern-Zeitung
- Tiroler Schützen-Zeitung
- Tiroler Soldaten-Zeitung
- Innsbrucker Nachrichten
- Der Tresor
- Triestingtaler und Piestingtaler Wochen-Blatt
- Der Ungar
- Union
- Unterhaltungs-Blatt zum Alzeyer Anzeigeblatt
- Unteroffiziers-Zeitung
- Die Unzufriedene
- Das Vaterland
- Vaterländische Blätter für den österreichischen Kaiserstaat
- Die Vedette
- Mittelungen der Vereinigung der Österreichischen Richter
- Vereinigte Laibacher Zeitung
- Vereinigte Ofner-Pester Zeitung
- Ver Sacrum
- Verlustliste
- Vidensjkyj iljustrovanyj Kalendar ukrainsjkych vojennych emigrantiv (Wiener illustrierter Kalender der ukrainischen Kriegsemigranten) (Ukrainisch, Deutsch)
- Volksblatt für Stadt und Land
- Volksbote (Wien)
- Volksfreund
- Volkspost (1915–1916)
- Volkspost (1919–1934)
- Volkswirtschaftliche Chronik
- Volks-Zeitung
- Der Vorarlberger
- Vorarlberger Landes-Zeitung
- Vorarlberger Tagblatt
- Vorarlberger Volksblatt
- Vorarlberger Volksfreund
- Vorarlberger Wacht
- Vorarlberger Zeitung
- Die Waffen nieder!
- Der Wähler
- Der Wanderer
- Warnsdorfer Volkszeitung
- Die Rote Fahne
- Wiener Abendzeitung
- Wiener Allgemeine Zeitung
- Wiener allgemeine Literatur-Zeitung
- Wiener Bauindustrie-Zeitung
- Wiener Bilder
- Wiener Caricaturen
- Wiener Feuerwehr-Zeitung
- Wiener Hausfrauen-Verein
- Wiener Hausfrauen-Zeitung
- Wiener Illustrierte Zeitung
- Wiener Katzen-Musik
- Wiener Landwirtschaftliche Zeitung
- Wiener Magazin
- Wiener Medizinische Wochenschrift
- Wiener Mittagsblatt
- Wiener Moden- und Hauswesen-Zeitung
- Wiener Moden Zeitung
- Wiener Modenzeitung
- Freies Wiener Montagblatt
- Wiener Montags-Journal
- Wiener Montags-Post
- Wiener Neueste Nachrichten
- Wiener Perfekt Mode
- Wiener Presse
- Wiener Salonblatt
- Wiener Schachzeitung
- Wiener Sonntags-Zeitung
- Wiener sozialdemokratische Bücherei
- Wiener Theaterzeitung
- Wiener Vororte-Zeitung
- Wiener Vorstadt-Presse
- Der Weckruf (1911)
- Wiener Weltausstellungs-Zeitung
- Wiener Woche
- Wiener Zeitung
- Wienerische Kirchenzeitung
- Das Wienerblättchen
- Wienerwald-Bote
- Wittenbergisches Wochenblatt
- Wochen-Bulletin der Linzer Bühne
- Wochenschrift des österreichischen Ingenieur- und Architekten-Vereines
- Das Wort
- Das Wort der Frau
- Ybbser Zeitung
- Die Zeit
- Zeitgeschichte
- Zeitschrift des Deutschen und Oesterreichischen Alpenvereins
- Zeitschrift der Oberösterreichischen Feuerwehren
- Zeitschrift des Österreichischen Reichs-Verbandes für Feuerwehr- und Rettungswesen
- Zeitschrift für Notariat und freiwillige Gerichtsbarkeit in Oesterreich
- Zeitschrift für das Privat- und Öffentliche Recht der Gegenwart
- Zeitschrift für Schul-Geographie
- Zeitschrift für Volkswirtschaft, Sozialpolitik und Verwaltung
- Zeitung für Land- und Forstwirthschaft3
- Der Zeitungs-Verlag
- Das Ziel
- Znaimer Tagblatt und Niederösterreichischer Grenzbote
- Znaimer Wochenblatt
- Während des Ersten Weltkriegs in Österreich erschienene Extrauausgaben verschiedener Zeitungen (1914–1918)

Mehr- und fremdsprachige
- Adresaro de la personoj kiuj ellernis la lingvon „Esperanto“ (Adressbuch der Esperantisten) (Esperanto)
- Albina rumuneaska (Die walachische Biene) (Rumänisch)
- L’Amerika Esperantisto (Englisch, Esperanto)
- Amikeco (Esperanto)
- Annales de l’agriculture francoise (französisch)
- Annali universali di viaggi, geografia, storia, economia pubblica e statistica (italienisch)
- Archives Generales de medecine (französisch)
- Annali di medicina straniera [...] (italienisch)
- Argentina Esperantisto (Spanisch, Esperanto)
- The Asiatic Journal and monthly Register of Britisch India and its Dependencies (englisch)
- Astrea (Portugiesisch)
- Austria Esperantisto (Esperanto)
- Az Ember (Der Mensch) (Ungarisch)
- Bazar di novita artistiche, letterarie e teatrali (italienisch)
- Bécsi Magyar Újság (Wiener Ungarische Zeitung) (Ungarisch)
- Belga Esperantisto (Esperanto, Französisch, Niederländisch)
- Biblioteca italiana ossia giornale di letteratura [...] (italienisch)
- Brazila Esperantisto (Esperanto)
- Brazila Revuo Esperantista (Englisch, Esperanto)
- The British Esperantist (Englisch, Esperanto)
- Bulteno de Internacia Scienca Asocio Esperantista (Paris, 1926–1939) (Esperanto)
- Casopis Ceskych Esperantistu (Esperanto)
- Čech (Der Böhme) (Tschechisch)
- Český esperantista (Tschechisch, Esperanto)
- Cosmoglotta (Serie B) (Interlingue)
- Cyrill a Method cilli Katolicky casopis pro cirkev a skolu (Tschechisch)
- Cýsařské králowské Wjdeňské Nowiny (Kaiserlich königliche Wiener Zeitung) (Tschechisch)
- La Dek-Sepa (Esperanto, Französisch)
- Dělnické listy (Tschechisch)
- Diario de la actasy discusiones de las cortes (Spanisch?/Portugiesisch?)
- Diogenes (Ungarisch)
- Dziennik Krakowski (Krakauer Tagblatt) (Polnisch)
- L’Eco (italienisch)
- L’Eco dell’Adriatico (italienisch)
- The Edinburg medical and surgical Journal (englisch)
- The Edinburgh Philosophical Journal (englisch)
- Eideseis dia ta anatolika mere (Nachrichten für den Orient) (Neugriechisch)
- Ephemeris (Neugriechisch)
- Erdélyi Híradó (Siebenbürgischer Anzeiger) (Ungarisch)
- The Esperantist (Englisch, Esperanto)
- Esperanto (Esperanto)
- L’Esperanto (Esperanto, Italienisch)
- Eva (Tschechisch)
- La Fama (italienisch)
- La Favilla giornale Triestino (italienisch)
- La Fiamma (italienisch)
- Foglio Commerciale (italienisch)
- Gazeta de Transilvania (Siebenbürgische Zeitung) (Rumänisch, Litauisch)
- Gazeta Lwowska (1811–1939) (Lemberger Zeitung) (Polnisch)
- Gazeta do Rio de Janeiro (Portugiesisch)
- Gazetta de Vienne (französisch)
- Gazette salutaire (französisch)
- Gazzetta del Tirolo Italiano (italienisch)
- Gazzetta della provincia di Lodi e Crema (italienisch)
- Gazzetta di Mantova (italienisch)
- Gazzetta Medica (italienisch)
- The Gentleman’s Magazine (englisch)
- Giornale del Lloyd Austriaco di notizie commerciali e marittima (italienisch)
- Giornale della provincia Bresciana (italienisch)
- Giornale di giurisprudenza practica (italienisch)
- Giornale Italiano (italienisch)
- Giornale d’indizj giudiziarj della Provincia di Bergamo (italienisch)
- Glissons n’appuyons pas (italienisch)
- Hellenikos telegraphos (Ellēnikos tēlegraphos) (Neugriechisch, Englisch, Französisch)
- Hermes ho logios (Neugriechisch)
- Heroldo de Cinio (Esperanto)
- Hispana Esperantisto (Esperanto)
- Hungara Esperantisto (Esperanto, Ungarisch)
- Internacia Bulteno (Esperanto)
- Internacia Scienca Revuo (Esperanto)
- International language (Englisch, Esperanto)
- L’Istria (italienisch)
- Jornal do commercio (Portugiesisch)
- Juna Esperantisto (Esperanto)
- Kataluna Esperantisto (Esperanto)
- Kosmoglott (Interlingue)
- Kurjer Stanisławowski (Der Stanislauer Courir) (Polnisch)
- Kuryer Litewski (Litauischer Kurier) (Polnisch)
- Kuryer Lwowski (Lemberger Courier) (Polnisch)
- La langue auxiliaire (Französisch, Esperanto)
- Lingvo Internacia (Esperanto)
- Literatura Mondo (Esperanto)
- The London and Edinburgh Philosophical Magazin and Journal of Science (englisch)
- Ma (Heute) (Ungarisch, teilweise auch in Deutsch)
- The Mechanics’ Magazine (englisch)
- Il Messaggiere Tirolese (italienisch)
- Meždunarodnyj Jazyk (Russisch, Esperanto)
- The monthly Review or literary Journal enlarged (englisch)
- Morawské Nowiny (Mährische Zeitung) (Tschechisch)
- Narod (Das Volk) (Serbokroatisch, Italienisch)
- Naša Sloga Poucni (Unsere Einigkeit) (Serbokroatisch)
- Il nuovo Osservatore Veneziano (italienisch)
- O Spectador Brasileiro (Portugiesisch)
- Oficiala gazeto esperantista (Esperanto)
- The oriental herald and colonial review (englisch)
- La Ondo de Esperanto (Esperanto)
- Philologikos telegraphos (Neugriechisch)
- Il pirata (italienisch)
- Pola Esperantisto (Esperanto)
- Il Poligrafo. Giornale di scienze lettere ed arti (italienisch)
- Progreso (Ido)
- La Progreso (italienisch)
- Il Proletario (italienisch)
- La Revuo Orienta (Esperanto, Japanisch)
- Ruslanda Esperantisto (Esperanto, Russisch)
- Scienca Gazeto (Esperanto)
- La Socialisto (Esperanto)
- SRDJ (Kroatisch)
- Štajerc (Der Steirer) (Slowenisch)
- Streffleur katonai lapja (Streffleurs Militärblatt) (Ungarisch)
- Streffleur vojenské listy (Streffleurs Militärblatt) (Tschechisch)
- Ukraina Stelo (Esperanto, Ukrainisch)
- Verda Mondo (Esperanto, Japanisch)
- Vistnyk Sojuza Vyzvolennja Ukraïny (Ruthenisch)
- La voce della verità (italienisch)
- Ženský svět (Die weibliche Welt) (Tschechisch)